# Les Combattantes
Production
Diffusion
Les Combattantes est une série télévisée historique franco-belge en 8 épisodes de 52 minutes créée par Camille Treiner et Cécile Lorne, et diffusée en Suisse romande sur RTS 1 à partir du 2 septembre 2022, en Belgique sur La Une à partir du 13 septembre 2022 et en France sur TF1 à partir du 19 septembre 2022. La série est disponible sur Netflix depuis le 28 octobre 2022 en Europe francophone et depuis le 19 janvier 2023 dans le reste du monde.
La série est une coproduction de Quad Drama (Iris Bucher), TF1, AT-Production et la RTBF (télévision belge), en association avec Netflix,,,,,,. Elle est soutenue par Pictanovo, la région Grand Est, la région Hauts-de-France, le conseil départemental des Vosges et la communauté d'agglomération d'Épinal,,,.
Cette fiction réunit la productrice (Iris Bucher), le réalisateur (Alexandre Laurent), le chef décorateur (Hervé Gallet), la cheffe costumière (Valérie Adda) et les actrices principales de la série Le Bazar de la Charité, soit Audrey Fleurot, Julie de Bona et Camille Lou, rejointes par Sofia Essaïdi,,,.
La série suit le destin de quatre femmes durant les premiers mois de la Première Guerre mondiale dans une zone rurale proche de la frontière allemande et de la ligne de front : une religieuse, une infirmière féministe, une prostituée et une épouse d'industriel devenue patronne d'usine.

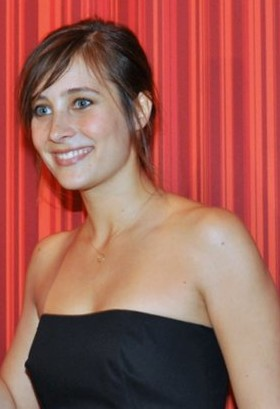
Julie de Bona.

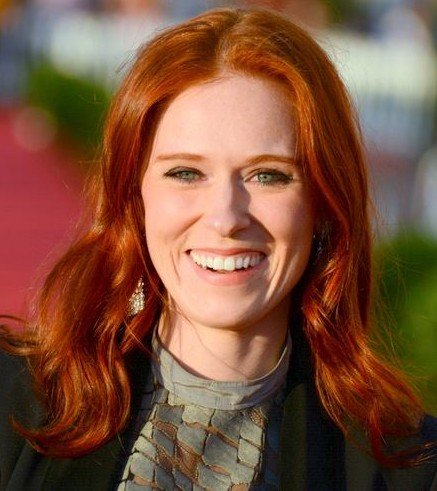
Audrey Fleurot.

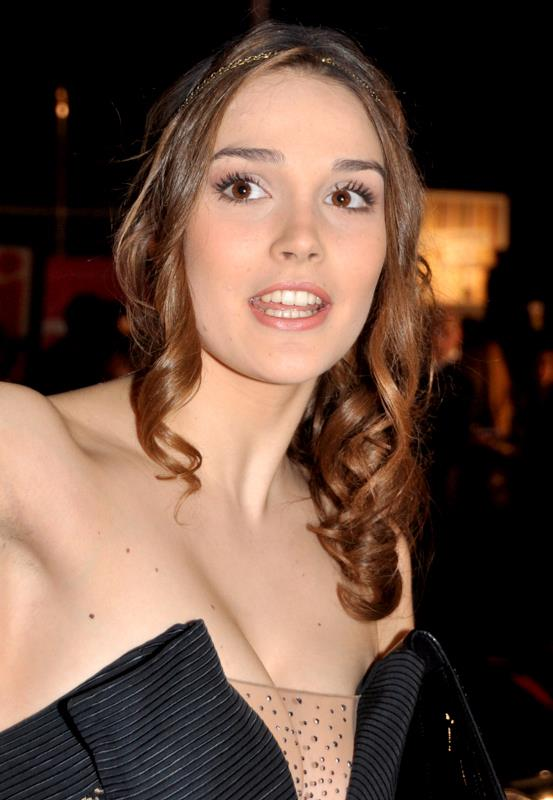
Camille Lou.

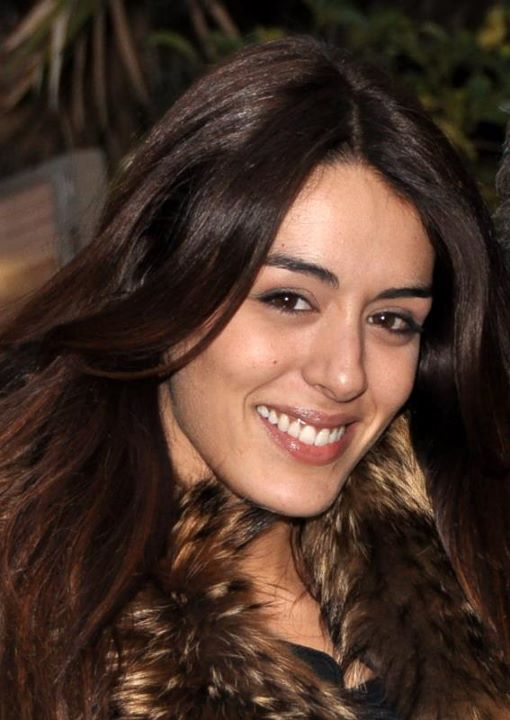
Sofia Essaïdi.

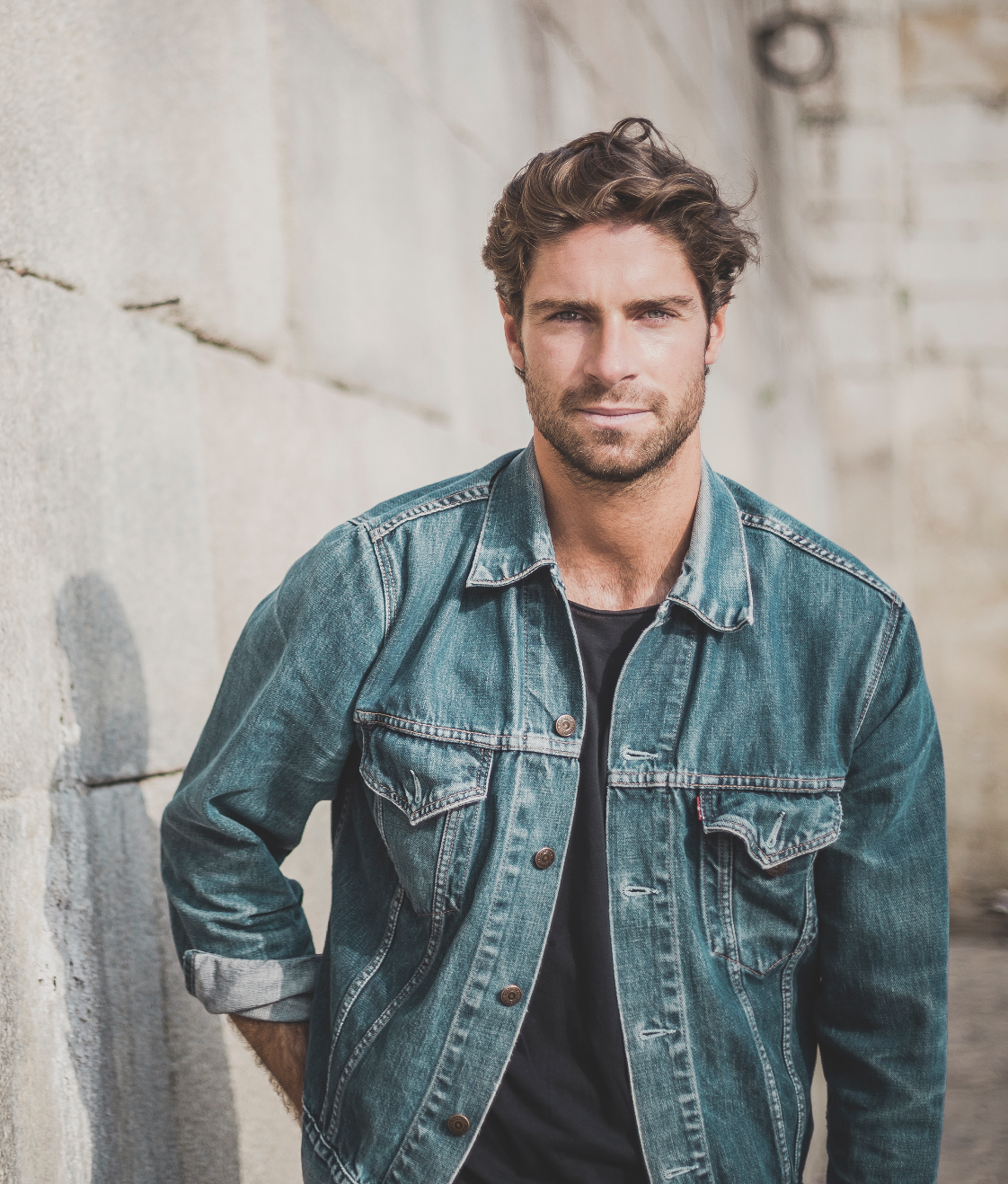
Tom Leeb.

## Synopsis
En septembre 1914, dans les Vosges, Suzanne Faure, une jeune infirmière qui pratique des avortements clandestins à l'hôpital de la Salpêtrière à Paris, tente de fuir vers la Suisse, avec l'aide de la passeuse Jeanne Charrier car son dernier avortement a mal tourné, et elle est poursuivie par le mari de la défunte, Louis Compoing, un inspecteur de la police judiciaire. Celui-ci blesse grièvement Jeanne Charrier et les deux jeunes femmes doivent se réfugier dans une ferme ensuite attaquée par une patrouille allemande qui tue les fermiers ainsi que la passeuse. Suzanne Faure emprunte alors l'identité de la jeune femme et est emmenée au couvent de Saint-Paulin par la mère supérieure de ce dernier, réquisitionné et transformé en hôpital militaire par l'Armée française, où elle choisit de rester pour soigner les blessés plutôt que de fuir.
Dans ce couvent, Mère Agnès et ses religieuses secondent le médecin militaire Joseph Duvernet et tentent de soulager tant que faire se peut les soldats victimes des combats. Après le massacre survenu dans la ferme dont elle connaissait bien les habitants et face à tant de souffrances, Mère Agnès commence à sentir sa foi vaciller,. Pour ne rien arranger, la religieuse est profondément troublée par un jeune soldat trouvé dénudé et en visible état de choc post-traumatique dans les bois et admis à l'hôpital militaire.
Dans le même temps, Marguerite de Lancastel, une prostituée parisienne, débarque dans la région et se fait embaucher au bordel de Saint-Paulin, tenu par Marcel Dumont et sa sœur Yvonne. Cette dernière, en fouillant la chambre de Marguerite en son absence, y découvre des cartes de la région indiquant la position des régiments. Marcel Dumont suspecte  Marguerite de Lancastel d'être une espionne mais il apparaît vite qu'elle est à la recherche d'un jeune saint-cyrien qui est en fait son fils caché, l'officier Colin de Renier.
Par ailleurs, Victor Dewitt, propriétaire d'une usine de camions locale, est appelé sous les drapeaux. Son épouse Caroline reprend la direction de l'usine mais tous ses ouvriers sont arrêtés comme déserteurs, alors que Victor avait demandé une exemption pour eux. Caroline tente alors de relancer l'usine avec les épouses des ouvriers mais elle se heurte aux basses manœuvres de son beau-frère Charles, qui tente d'utiliser l'usine pour éviter d'être à son tour envoyé sur le front. Alors que Charles veut transformer l'usine en fabrique de munitions, Caroline décide, avec le soutien de sa belle-mère, de produire des ambulances pour l'armée.
Marguerite rencontre Caroline en ville : elle lui rappelle le temps où elles étaient « collègues » à Paris et lui reproche d'avoir disparu du jour au lendemain pour faire un mariage bourgeois en province. Malgré cela, elle intercède auprès du général Duvernet, père du chirurgien-major de l'hopital de campagne: Joseph et d'un officier Saint-Cyrien romantique collègue de classe et compagnon d'armes de Colin de Renier: Léon. Elle aide Caroline à décrocher un contrat avec l'armée grâce au crédit qu'elle a acquis auprès du général Duvernet lors des derniers instants de son fils qu'elle a ramené à l'hôpital dans sa voiture à la suite d'une attaque surprise allemande sur le campement de ses troupes.
Durant ce temps, Suzanne, qui travaille toujours à l'hôpital militaire sous le nom de Jeanne Charrier, commence à s'éprendre du major Joseph Duvernet et voit débarquer un caporal-aviateur, Lucien, qui prétend être le mari de Jeanne mais qui est en fait un espion à la solde des Allemands : Lucien exerce un chantage sur elle et lui interdit de le dénoncer, sous peine de la démasquer à son tour.
Mère Agnès succombe à la tentation et s'adonne aux plaisirs solitaires avant de se donner à Till, le jeune Allemand qu'elle a recueilli et qu'elle protège,,, avant de découvrir les turpitudes de l'abbé Vautrin, qui force une novice, la Sœur Geneviève, à avoir des relations sexuelles avec lui.
Le général Duvernet ordonne une inspection sanitaire au bordel de Saint-Paulin, qui révèle que plusieurs prostituées sont porteuses de la syphilis : celles-ci sont chassées par Marcel Dumont (même Juliette, sa "favorite"), le tenancier de la maison close, mais Marguerite obtient de Caroline qu'elle les engage pour conduire les ambulances et assurer les rotations entre le champ de bataille et l'hôpital militaire. Marguerite elle-même partage son temps entre le bordel et le service d'ambulances.
Victor Dewitt, le propriétaire de l'usine, est tué au front. Pour éviter d'y être envoyé à son tour, son frère Charles se mutile volontairement puis, tuyauté par son ami Marcel Dumont, il révèle à sa mère Éléonore que Caroline est une ancienne prostituée et l'amante de Marguerite : Caroline est chassée de la maison Dewitt par Éléonore.
De son côté, Marguerite essaye, sans révéler son identité, de se rapprocher de son fils, le jeune officier Colin de Renier, mais Marcel Dumont apprend à celui-ci qu'il est à la fois saint-cyrien et fils de prostituée. Marguerite, désespérée, explique à Colin qu'elle est tombée enceinte à l'âge de 17 ans et qu'elle n'a pas eu d'autre choix que de se prostituer pour le nourrir, avant de devoir l'abandonner. Mais Colin refuse d'accepter ses excuses.
Le président de la République Raymond Poincaré vient à Saint-Paulin pour décorer les quatre « combattantes » pour service rendu à la France et pour remplir le besoin de la propagande de guerre. Après cette remise de médailles, Colin félicite Marguerite et, se faisant des illusions sur les motivations de celle-ci, tente de l'embrasser : horrifiée de ce terrible malentendu, Marguerite décide de ne plus jamais revoir son fils.
Au couvent, Mère Agnès tente de sauver Sœur Geneviève des griffes de l'abbé Vautrin, mais cette dernière se suicide quand elle comprend qu'elle est enceinte. Mère Agnès appelle alors le diocèse, consciente qu'elle risque de se faire chasser du couvent car l'abbé Vautrin l'a vu succomber aux plaisirs de la chair. Elle apprend avec dégoût que l'abbé sera seulement changé de couvent ; elle le prévient cependant qu'elle avertira toutes les sœurs de tous les couvents de France pour éviter que des novices tombent sous son emprise.
Lucien emmène Suzanne dans une mission de la dernière chance pour sauver sa fille captive des Allemands. Lors de l'échange avec les Allemands, Lucien prend en otage le lieutenant allemand avec une grenade, ordonne à Suzanne de fuir avec sa fille puis se sacrifie en faisant exploser la grenade. Rentrée au couvent, Suzanne apprend par Mère Agnès que Joseph est gravement blessé après une altercation violente avec Lucien. Suzanne sauve Joseph en l'opérant puis en lui faisant une transfusion avec le sang de son père, le général Duvernet. Louis Compoing arrive au couvent après voir vu la photo de presse montrant Suzanne lors de la remise des décorations par le président Poincaré mais il décide finalement de ne pas l'arrêter après que Mère Agnès a plaidé en sa faveur. Suzanne décide alors de rester auprès de Joseph pour continuer de soigner les blessés.
Sur le front, de nombreux soldats meurent d'overdose à cause de la drogue de Marcel Dumont. Yvonne Dumont voit une occasion de se débarrasser de Marguerite et l'accuse d'être une passeuse, avec la complicité de Juliette qui souhaite plus que tout plaire à Marcel, et d'André, un soldat complice. Mais Marcel, qui est amoureux de Marguerite et qui entretient une relation ambigüe avec sa sœur Yvonne, est furieux contre les deux femmes. Il chasse Juliette et tue Yvonne quand il apprend que Juliette l'a finalement dénoncé et qu'il va se faire arrêter sous peu.
Chez les Dewitt, Charles essaye de se débarrasser de la petite Madeleine en l'envoyant promener dans la forêt en zone allemande. Caroline et Marguerite arrivent à la sauver en profitant de la clémence d'un soldat allemand. Caroline dénonce Charles auprès d'Éléonore qui est furieuse contre son fils. Les Allemands passent à l'offensive et Caroline arrive à sauver sa famille et ses ouvriers à l'aide des prostituées et des ambulances. Charles, qui a finalement tout perdu, attaque les Allemands dans le parc de la maison Dewitt et se fait tuer. Caroline s'enfuit de son côté en Touraine avec Madeleine et Éléonore.
Lors de l'offensive allemande, le général Duvernet est grièvement blessé, tout comme Colin. Marguerite tente de venir au secours de son fils mais se fait tirer dessus avant de s'effondrer. La mère et le fils sont par la suite secourus par les ambulancières.
À l'hôpital militaire, Suzanne, l'infirmière, et Joseph, le médecin militaire, encouragent les bonnes sœurs et les brancardiers pour le tri à faire parmi les blessés. Pendant que tous quittent la salle pour remplir leur mission, les deux amoureux s'embrassent, puis se souhaitent bonne chance avec émotion.
Un texte s'affiche ensuite à l'écran :
« La Grande Guerre durera encore quatre ans.
Pendant que des millions d'hommes sacrifient leur vie sur les champs de bataille, les femmes à l'image de Marguerite, Agnès, Suzanne et Caroline continueront de se mobiliser sur tous les fronts pour aider la France.
Elles resteront les grandes oubliées de cette guerre.
Cette fiction leur est dédiée ».

## Distribution
- Couvent et hôpital militaire
  - Julie de Bona : Mère supérieure Agnès
  - Camille Lou : Suzanne Faure, infirmière
  - Tom Leeb : le major Joseph Duvernet, médecin militaire
  - Laurent Gerra : l'abbé Vautrin
  - Marie Mallia : sœur Geneviève
  - Maëva Dambron : sœur Clarence
  - Bélinda Portoles : sœur Bélinda
- Usine de camions Dewitt
  - Sofia Essaïdi : Caroline Dewitt, épouse de Victor Dewitt, propriétaire de l'usine
  - Lionel Erdogan : Victor Dewitt, propriétaire de l'usine, parti au front
  - Sandrine Bonnaire : Éléonore Dewitt, la mère de Victor Dewitt
  - Grégoire Colin : Charles Dewitt, le frère de Victor Dewitt
  - Stacy Grewis Belotti : Madeleine Dewitt, la fille de Caroline et Victor Dewitt
  - Michaël Vander-Meiren : Jean, le contremaître
  - Aurélie Boquien : Denise, la porte-parole des ouvrières
  - Catherine Artigala : Germaine
- Bordel de Saint-Paulin
  - Audrey Fleurot : Marguerite de Lancastel, prostituée parisienne
  - Yannick Choirat : Marcel Dumont, patron de la maison close de Saint-Paulin
  - Florence Loiret Caille : Yvonne Dumont, sœur de Marcel Dumont
  - Eden Ducourant : Juliette, la favorite de Marcel
  - Emmanuelle Bouaziz : Florence
  - Juliette Poissonnier : Alice
  - Lilea Le Borgne : Solange
  - Laure Franquès : Catherine
  - Candice Pauilhac : Odile
  - Bérénice Ouedraogo : Irène
- Armée française
  - Tchéky Karyo : le général Duvernet
  - Édouard Eftimakis :  l'officier Léon Duvernet, Saint-Cyrien
  - Maxence Danet-Fauvel : le lieutenant Colin de Renier, Saint-Cyrien
  - Mikaël Mittelstadt : le soldat Gus
  - Thomas Salsmann : l'officier Brief
  - Jérémy Wulc : le lieutenant Passembec
  - Hervé Sogne : le colonel Keller
  - Samuel Giuranna : le colonel Lehmann
  - Nicolas Van Beveren : le capitaine Maurice Delille
  - Robin Migné : le soldat André
  - Sébastian Judea : le soldat Jules
  - Léo Luchier : le soldat Augustin
  - Arthur Seth : le soldat François
  - Théo Defaux : le soldat Olivier
- Autres personnages
  - Romane Portail : Jeanne Charrier, la passeuse de Suzanne Faure
  - Vincent Rottiers : le caporal-aviateur Lucien Charrier, le « mari » de Jeanne Charrier
  - Maximilien Poullein : Karl, aviateur allemand faisant pression sur Lucien
  - Cassiopée Mayance : Claudine, la fille de Lucien
  - Pascal Houdus : Till von Hoffstaten
  - Jean-Michel Noirey : le président Raymond Poincaré
  - Noam Morgensztern (de la Comédie-Française) : l'inspecteur Louis Compoing
  - Théo Costa-Marini : adjudant Bernard Bergeret, de la gendarmerie de Saint-Paulin
  - Ulysse Mengue : commandant Clovis Dudillot, de la gendarmerie de Saint-Paulin

## Production

### Genèse
Après le succès de la série Le Bazar de la Charité, TF1 souhaite continuer à exploiter le filon des créations historiques en costumes d'époque.

La productrice, Iris Bucher, directrice de Quad Drama, a alors l'idée de développer la série Les Combattantes sur la base du projet intitulé Ambulance 14 élaboré par la scénariste Cécile Lorne dans le cadre du fonds d'aide à l'innovation du CNC (Centre National du Cinéma).
« J'étais sa marraine. Cela s'appelait Ambulance 14 avec l'histoire de trois femmes. Comme j'ai un penchant pour cela, je l'ai accompagnée dans la réécriture. Puis je lui ai proposé d'essayer de le monter et j'en ai parlé à TF1 »[réf. nécessaire].
Anne Viau, directrice artistique de la fiction chez TF1 est séduite par le projet :
« Ce qui nous a intéressés, c'est le destin de femmes dans cette période tourmentée, qui a été un moment décisif pour la condition féminine. Les hommes sont partis au front mais le pays a continué à tourner grâce aux femmes qui les ont remplacés dans les usines et dans les champs. Et qui ont, à ce moment-là, fortement gagné en indépendance ».

### Écriture et développement
Une fois l'accord de TF1 obtenu, le scénario original est affiné et l'idée d'ajouter une quatrième héroïne, qui dirige une usine, s'impose[réf. nécessaire].
La série est écrite par Cécile Lorne et Camille Treiner, avec la collaboration du réalisateur Alexandre Laurent. Les dialogues sont de la main de José Caltagirone, Iris Ducorps, Sophie Hiet, Hélène Le Gal, Cécile Lorne et Camille Treiner.
Le budget, proche de 20 millions d'euros, dépasse celui de la série Le Bazar de la Charité qui était de 17 millions : « On tourne principalement en régions, d'où de gros frais de déplacements, d'hébergement et des défraiements, il y a plus de rôles, de création originale pour les costumes et d'effets spéciaux », justifie la productrice Iris Bucher[réf. nécessaire].
La productrice insiste sur le « devoir de mémoire » : le rôle des femmes françaises pendant le conflit est mis en avant. « C'est une façon de mettre en lumière ces héroïnes oubliées de la Grande Guerre ». Selon Iris Bucher, « On a un peu oublié la moitié de la population (…)  Il y en a qui ont laissé aussi leur vie pour la Patrie ». Au fil de la guerre, les femmes « ont pris le relais des hommes partis sur le front et ont fait tourner la France »,.

### Attribution des rôles
Dès le démarrage, Iris Bucher réfléchit déjà à engager ses actrices fétiches pour raconter le destin de femmes dans la grande Histoire. On retrouve ainsi les actrices du Bazar de la Charité : Audrey Fleurot, Julie de Bona et Camille Lou rejointes par Sofia Essaïdi,. C'est durant le tournage du Bazar de la Charité que l'idée d'une deuxième série a été proposée à Audrey Fleurot, Camille Lou et Julie de Bona : les trois actrices ne cachent pas avoir été surprises par la proposition alors que la première série n'était même pas finie, mais elles n'ont pas hésité à accepter. Pour Julie de Bona « C'était une idée absolument géniale d'Iris Bucher, la productrice, qui s'est dit : on aime nos trois héroïnes. On va reprendre les mêmes actrices, mais dans des personnages différents et à une époque différente, pour parler de la condition de la femme pendant cette Première Guerre mondiale ».
« C'est un terrain de jeu formidable et le champ des possibles en dramaturgie est immense. Si ça n'a pas conditionné le choix de cette deuxième histoire, quand j'ai optionné comme productrice le projet qui s'appelait alors « Ambulance 14 » (par Cécile Horne), j'ai orienté l'écriture vers cette idée d'avoir une anthologie de destins de femmes à un moment précis de l'Histoire de France. Si on fait une autre saison, ce sera à un autre moment important de l'Histoire ».
« L'idée, en reprenant les actrices du Bazar de la Charité, c'était de faire plaisir aux téléspectateurs qui, je suis sûre, ont très envie de retrouver ces héroïnes. J'aime l'idée de ces héroïnes qui traversent les époques, même si c'est évidemment dans des rôles différents », explique Anne Viau.
« On prend les mêmes actrices mais on leur donne à vivre d'autres aventures. Cela n'a jamais été fait en France », explique la productrice Iris Bucher. « Je crois au plaisir du spectateur à retrouver des comédiens qu'il aime, dans une nouvelle production mais avec des ingrédients similaires. En plus, d'un point de vue marketing, c'est plutôt une bonne chose… », insiste la productrice.
Pour Audrey Fleurot, le fait de travailler sous la houlette de la même équipe artistique était un « gage de qualité »,. Camille Lou confirme avoir accepté Les Combattantes sans lire le scénario et sans savoir quel sera son rôle : « J'avais confiance dans l'équipe, je savais qu'on serait associés au processus de création, je savais qu'on serait écoutés ».
C'est le propos féministe de la série qui a plu à Camille Lou : « Je crois que c'est la période durant laquelle ça commençait à arriver, mais jusque-là, les femmes n'avaient pas le droit de faire des études de médecine. Elles devaient faire les pansements et les bandages dans les hôpitaux, c'est tout ». Elle aime beaucoup son rôle de jeune infirmière, « une avorteuse, ce qu'on appelait une faiseuse d'anges à l'époque » parce qu'elle est féministe.
Audrey Fleurot a elle aussi été enthousiasmée par le côté féministe du projet : « On a beaucoup vu les hommes dans les tranchées, quand on raconte la Guerre 14-18 à l'écran. La matière narrative a essentiellement été explorée du point de vue masculin. Cette fois, ça se passe du point de vue des femmes et je trouvais ça intéressant de voir des femmes qui se retrouvaient à travailler à l'usine. De voir des femmes devenues infirmières du jour au lendemain. De voir des femmes obligées d'aller récupérer des soldats sur le front. J'ai le sentiment qu'on n'a pas encore vu ça et ça m'a beaucoup plu ». Mais elle souligne que ce n'était pas le seul attrait pour elle : « Le genre de la grande saga historique, avec des personnages forts, me plaît tout particulièrement. En tant que spectatrice, je trouve ça formidable que la télé renoue avec les séries d'époque. Cela apporte du recul, un certain décalage… Et puis en tant qu'actrice, on a la chance de pouvoir porter ces costumes incroyables. On se déguise et j'adore ça. Parce que je fais ce métier pour m'amuser au fond ».
Julie de Bona, de son côté, s'amuse du rôle qui lui est dévolu : « J'aurais adoré jouer la prostituée, mais j'ai compris que le rôle qui m'était offert me permettait aussi d'explorer des sentiments que je n'avais jamais eu l'occasion d'aborder, comme le doute et la foi. Certaines des scènes que j'ai dû jouer ont relevé du défi pour moi, même si elles ne sont pas aussi crues que celles d'Audrey Fleurot ». Cette dernière ajoute à ce sujet : « Je ne sais pas comment je dois prendre le fait d'avoir obtenu le rôle de la pute. De toute façon, quand on est rousse, on nous imagine soit en prostituée, soit en sorcière ».
Sofia Essaïdi, quant à elle, incarne dans la série la femme d'un riche industriel qui doit reprendre les commandes de l'usine familiale pendant la guerre, un personnage secondaire qui s'est étoffé durant l'écriture de la série au point que les scénaristes ont voulu lui donner la même place que les trois autres. Elle a été attirée par le projet pour plusieurs raisons : « En premier lieu, j'adorais l'idée de prendre part à un film d'époque. J'en avais envie depuis longtemps sans jamais en avoir eu l'occasion. Ensuite, parler du rôle des femmes pendant la Première Guerre mondiale me semblait très intéressant. On évoque beaucoup les hommes et c'est tout à fait normal. Mais les femmes ont dû travailler du jour au lendemain et ont tenu le pays pendant la guerre. Certaines ont fait face à d'importantes responsabilités avant d'être renvoyées derrière leurs fourneaux une fois la paix revenue. J'étais heureuse de participer à une série populaire sur l'émancipation des femmes pendant la Première Guerre mondiale et qui contribuerait à faire connaître ce pan de l'histoire aux plus jeunes ». La productrice Iris Bucher précise : « Quand on a écrit ce personnage, on a tout de suite pensé à Sofia, que l'on avait trouvée fabuleuse dans La Promesse. On n'a même pas eu besoin de faire passer des castings ».
Quant à Laurent Gerra, il dit de son personnage « Vautrin est une ordure ! Je n'ai aucune forme d'empathie pour lui, d'autant qu'il existe des sales types comme lui dans l'église. Je n'ai aucune envie de lui trouver de circonstance atténuante. Quand mon agent m'a fait lire le scénario, je savais qu'on me proposait l'abbé Vautrin. Et je l'ai tout de suite détesté ! J'ai dit oui parce que ce n'est pas un rôle facile. Tout l'intérêt de jouer est d'aller chercher des personnages éloignés de ce que l'on est. Là j'étais servi ». Julie de Bona révèle que « Laurent avait quand même un peu d'appréhension à jouer ce personnage. Tous les deux, on ne se connaissait pas, et j'ai été surprise de voir ce grand showman arriver sur le plateau tout intimidé. J'ai été charmée par cet homme plein d'humilité, qui est venu vers moi pour me demander de faire des italiennes (des répétitions où on récite son texte avec son partenaire). D'emblée, nous sommes devenus complices ».
Sandrine Bonnaire explique qu'elle a rejoint la série avec enthousiame : « Les Combattantes, j'y suis allée car j'ai beaucoup aimé l'écriture et le côté romanesque de cette série. Et j'aime aussi le fait que la série raconte ce qu'ont fait les femmes pendant que les hommes étaient à la guerre. C'est un angle intéressant pour parler de la Première Guerre mondiale et des femmes à cette époque-là, qui sont les grandes oubliées de l'Histoire ».
Mikaël Mittelstadt, un jeune acteur venu du feuilleton télévisé Ici tout commence, joue le rôle du jeune soldat Gus dans Les Combattantes : « Alors que la série était déjà bien amorcée, un matin, je reçois un texto de mon agent m'annonçant qu'on me proposait le rôle de Gus sans faire d'essais : c'était la première fois ! J'ai foncé sans vraiment me rendre compte de l'ampleur du projet, ce n'est que lorsque j'ai reçu les textes que j'ai réalisé dans quoi je m'étais embarqué. J'étais pas mal intimidé par Audrey qui, tout de suite, m'a mis à l'aise. Rapidement, je me suis très bien entendu avec Maxence Danet-Fauvel, ndlr), qui joue mon supérieur hiérarchique. Nos personnages étaient censés être amis de longue date et ça c'est fait naturellement. ».

### Tournage
Le tournage a lieu du 12 mai au 13 juillet 2021 principalement dans la région Grand Est,, et plus précisement dans le Département des Vosges entre autres à Plombières-les-Bains, à la Manufacture royale de Bains-les-Bains, à Senones, au Lac de la Maix, à Vexaincourt et à Gérardmer,,,,.
Certaines scènes sont également tournées dans le Pas-de-Calais à Montreuil-sur-Mer, à la Chartreuse de Neuville, dans la Somme à l'abbaye de Valloires et en Seine et Marne à Crèvecœur en Brie.

Le tournage mobilise une équipe de 150 personnes autour du réalisateur Alexandre Laurent.Les chiffres alignés par la série sont impressionnants : 150 rôles, 3 000 figurants, jusqu'à 200 figurants par scène, jusqu'à 350 personnes par jour sur le plateau, 300 armes, 130 chevaux, 200 véhicules, sans oublier la reconstitution de 8 ambulances d'époque.
« La Grande Guerre est fidèlement retranscrite au travers des décors incroyables et des nombreux costumes et uniformes qui sont nécessaires à cette plongée dans le début du XXe siècle. Plus de 1 380 costumes et 600 uniformes habillent les nombreux comédiens et figurants qui donnent vie à cette histoire éminemment romanesque ».
Comme le souligne Pictanovo, l'association de promotion et d'appui à la production audiovisuelle et cinématographique dans la région des Hauts-de-France, l'ancrage historique de la série « permet de proposer des scènes de batailles et d'explosions spectaculaires auxquelles participent des centaines de figurants, et des séquences inédites à la télévision avec notamment l'utilisation d'un avion militaire d'époque ».
Sofia Essaïdi confie que le tournage a été très dur pour elle : « J'aime me lancer des défis, faire des choses qui me paraissent difficiles et éprouvantes. C'est pourquoi je dois me reposer beaucoup après les tournages. Je me donne beaucoup, mais quand je termine, je suis assez vidée ». « J'ai eu des moments où l'émotion que j'avais sur le tournage ne s'envolait pas lorsque la caméra s'arrêtait et j'ai donc plusieurs fois continué de pleurer même si la caméra ne filmait plus ».
Camille Lou confirme que le tournage a été fatigant : « Alexandre Laurent est un de mes réalisateurs préférés. Il est très fédérateur, très à l'écoute. Il prend les acteurs dans leur globalité, ce n'est pas juste sa vision d'un personnage. Il s'adapte aux comédiens et cherche toujours les nuances. Mais je ne pourrais pas tourner tout le temps avec lui car c'est très fatigant ! C'est tellement intense, on est tous tellement investis. Un tournage comme celui-là, c'est une vie de famille en accéléré. Même lui, je crois qu'il ne nous supporte plus à la fin ! ».
Tom Leeb était ravi de participer au projet des Combattantes mais il confie lui aussi que le tournage a été compliqué et qu'il a eu besoin d'un temps d'adaptation : « Le premier jour de tournage, même si je savais que c'était faux, il a fallu digérer la réalité dans laquelle j'étais plongé : l'hôpital, les 150 figurants qui hurlent à la mort, les litres et des litres de sang répandu sur le décor, les intestins ouverts, les jambes arrachées ».
Sandrine Bonnaire a beaucoup apprécié travailler avec le réalisateur Alexandre Laurent : « Il est très drôle. Il est passionné, il entraîne son équipe, c'est quelqu'un d'extrêmement joyeux. Il met par exemple de la musique sur le plateau pour entraîner les troupes. J'avoue que ça aide. Je n'ai pas besoin de musique pour jouer, mais quand il y en a ça inspire, ça crée une émotion. Et parfois il peut aussi mettre un morceau de rap pour plaisanter (rires). Il est très entraînant. Mais au-delà de ça c'est un très bon directeur d'acteur. Il sait ce qu'il fait au niveau de ses plans, il a sa série en tête, il est très précis ». Elle dit également avoir adoré tourner avec Sofia Essaïdi (sa belle-fille dans la série) : « On a été très complices sur le tournage. J'aime beaucoup l'actrice, la femme, je la trouve formidable »

### Décors naturels et réalisme
Pour les décors, l'équipe de production a étudié le paysage des Vosges, observé celui des Hauts-de-France et de la région parisienne et à enfin sollicité l'aide de collectionneurs et de musées afin de récupérer du matériel militaire pour le tournage. De la terre locale a, par exemple, été utilisée afin de rendre les costumes aussi souillés qu'ils pouvaient l'être à l'époque de la Première Guerre mondiale. Des mécaniciens, des carrossiers et des décorateurs ont notamment collaboré à la création de camionnettes de la Croix Rouge ; un collectionneur a également fourni des véhicules d'époque.
Une historienne et un historien collaborent au projet : Françoise Thébaud, spécialiste de l'histoire des femmes, et Jean-Pierre Verney, scénographe du Musée de la Grande Guerre du pays de Meaux,,. « Pour les costumes militaires, les faits historiques, nous avons voulu rester le plus possible fidèles à la réalité. On s'est permis quelques petites entorses en étant attentifs à ne pas manquer de respect à l'histoire. Heureusement, je n'étais pas seul pour y veiller. Nous avions sur le plateau un conseiller militaire, toujours en activité, et un autre spécialisé dans les reconstitutions historiques, qui travaillait avec l'équipe costumes » précise le réalisateur Alexandre Laurent.
Jean-Pierre Verney explique que si « beaucoup de témoignages écrits de femmes sur cette période existent, ils ont globalement été passés sous silence. Les plus proches du front étaient les infirmières qui habitaient les régions occupées. Il y avait aussi les ouvrières, les "munitionnettes", surnom donné aux femmes qui fabriquaient des armes et des munitions dans les usines d'armement ». De son côté, Françoise Thébaud admet que « certaines entorses ont été faites pour nourrir la dramaturgie mais ils ont été soucieux de respecter la réalité historique ». Selon elle, un personnage comme Caroline Dewitt n'aurait pas pu exister à l'époque : « Si les femmes ont remplacé les hommes partout dans la société, elles n'ont pas été appelées dans l'industrie mécanique reconvertie en usine de guerre dès 1914 car tout le monde pensait que ce conflit serait de courte durée ».

#### Le village de Saint-Paulin
La cité thermale de Plombières se prêtait particulièrement bien à la série, avec ses bâtisses du Second Empire et de la Belle Époque. Par ailleurs, « On a pu investir toute une rue », se satisfait Iris Bucher. « On a recréé des devantures de magasins », recouvert les rues de sable et construit un kiosque sur une place. Pour cacher le macadam, le chef décorateur a fait venir 90 tonnes de terre.
Le conseil départemental des Vosges a soutenu le projet financièrement à hauteur de 80 000 euros dans le cadre de sa politique de tournage : cette aide a pour objectif de réaffirmer le positionnement des Vosges comme lieu de tournage majeur en Région Grand Est.

#### Le couvent de Saint-Paulin
Deux lieux de tournage ont été retenus dans le Pas-de-Calais et dans la Somme pour figurer le Couvent transformé en hôpital : la Chartreuse de Neuville et l'abbaye de Valloires. Le réalisateur Alexandre Laurent précise : « J'ai découvert l'abbaye de Valloires et la Chartreuse de Neuville, pour lesquelles j'ai eu un véritable coup de cœur. Ces dernières incarneront le couvent réquisitionné et transformé en hôpital militaire par l'Armée française. Deux bâtisses d'exception qui répondent à mes ambitions artistiques pour ce décor capital »,.
Des scènes similaires se sont vraiment produites à la Chartreuse de Neuville-sous-Montreuil durant la Première Guerre mondiale. « Nous n'avons pas trouvé d'abbaye ou de couvent existant et réunissant tout ce qu'on cherchait, c'est pourquoi on a opté pour deux endroits, qui avaient le mérite de n'être pas trop loin l'un de l'autre » , explique Alexandre Laurent.
Selon qu'on se trouve dans le cloître, dans l'escalier, dans le couloir ou dans la chapelle, les scènes sont tournées soit à Valloires soit à Montreuil : « Dans la même scène, on peut voir quelqu'un ouvrir une porte à Neuville et entrer dans une pièce à Valloires ».

#### Le bordel de Saint-Paulin
C'est un manoir situé à Crèvecoeur-en-Brie en Seine-et-Marne, qui sert de décor au bordel. Situé à quarante kilomètres de Paris, la bâtisse a été choisie notamment à cause de sa large cage d'escalier permettant une circulation facile.

### Fiche technique
Sauf indication contraire, les informations mentionnées dans cette section peuvent être confirmées par la base de données cinématographiques IMDb,  présente dans la section « Liens externes ».
- Titre original : Les Combattantes
- Réalisation : Alexandre Laurent
- Scénario : Camille Treiner et Cécile Lorne[1],[10],[6]
- Musique : François Liétout
- Décors : Hervé Gallet
- Costumes : Valérie Adda
- Photographie : Jean-Philippe Gosselin
- Son : Thomas Guytard
- Montage : Jean De Garrigues, Nicolas Pechitch
- Production : Iris Bucher[1],[2]
- Sociétés de production : Quad Drama, TF1, AT-Production et RTBF, en partenariat avec Netflix[1],[2],[3],[4],[10],[5],[6],[7]
- Société de distribution : TF1 Distribution
- Pays de production :  France /  Belgique
- Langue originale : français
- Format : couleur
- Genre : drame historique
- Nombre de saisons : 1
- Nombre d'épisodes : 8
- Durée : 52 minutes
- Dates de première diffusion :
  - Suisse romande : 2 septembre 2022 sur RTS 1[48],[49]
  - Belgique : 13 septembre 2022 sur La Une[7],[50],[51]
  - France : 19 septembre 2022 sur TF1[8],[52]

## Épisodes
La série comporte huit épisodes sans titre.

## Accueil

### Avant-premières et festival
La série est présentée en avant-première le 5 septembre 2022 dans un cinéma parisien et le 10 septembre au cinéma de Plombières-les-Bains — une ville où ont été tournées des scènes de la série — en présence d'une partie des figurants,.
Elle est également présentée au Festival de la fiction de La Rochelle, le 15 septembre de la même année,,.

### Audiences et diffusion

#### Télévision

##### En Suisse
En Suisse, la série est diffusée sur RTS 1 par salve de deux épisodes du 2 au 23 septembre 2022.

##### En Belgique
En Belgique, la série est diffusée les mardis vers 20 h 30 sur La Une par salve de deux épisodes du 13 septembre au 4 octobre 2022,,.
| Épisode              | Diffusion               | Diffusion            | Audience moyenne          | Audience moyenne | Réf.   |
| Épisode              | Jour                    | Horaire              | Nombre de téléspectateurs | Classement       | Réf.   |
| -------------------- | ----------------------- | -------------------- | ------------------------- | ---------------- | ------ |
| 1                    | Mardi 13 septembre 2022 | 20 h 30 - 21 h 30    | 293 831                   | 1re              | [ 56 ] |
| 2                    | Mardi 13 septembre 2022 | 21 h 30 - 22 h 30    | 293 831                   | 1re              | [ 56 ] |
| 3                    | Mardi 20 septembre 2022 | 20 h 30 - 21 h 30    | 291 974                   | 2e               | [ 57 ] |
| 4                    | Mardi 20 septembre 2022 | 21 h 30 - 22 h 30    | 291 974                   | 2e               | [ 57 ] |
| 5                    | Mardi 27 septembre 2022 | 20 h 30 - 21 h 30    | 272 341                   | 2e               | [ 58 ] |
| 6                    | Mardi 27 septembre 2022 | 21 h 30 - 22 h 30    | 272 341                   | 2e               | [ 58 ] |
| 7                    | Mardi 4 octobre 2022    | 20 h 30 - 21 h 30    | 270 056                   | 1re              | [ 59 ] |
| 8                    | Mardi 4 octobre 2022    | 21 h 30 - 22 h 30    | 270 056                   | 1re              | [ 59 ] |
|                      |                         |                      |                           |                  |        |
| Moyenne de la saison | Moyenne de la saison    | Moyenne de la saison | 282 050                   |                  |        |

- Les plus hauts chiffres d'audience
- Les plus bas chiffres d'audience

##### En France
En France, la série est diffusée les lundis vers 21 h 10 sur TF1 par salve de deux épisodes du 19 septembre au 10 octobre 2022,.
TF1 souligne que la diffusion en télévision du premier épisode a atteint près de 5,6 millions de téléspectateurs malgré la coupure du signal TF1 auprès des abonnés de Canal+, soit « la meilleure performance pour une fiction française (hors unitaires) sur la case du lundi depuis Le Bazar de la Charité en 2019 ». À J+7, grâce au replay, le premier épisode gagne encore 1,5 million de téléspectateurs et atteint ainsi un total de près de 7 millions de téléspectateurs.
| Épisode              | Diffusion               | Diffusion            | Audience moyenne          | Audience moyenne                       | Audience moyenne         | Audience moyenne | Réf.   |
| Épisode              | Jour                    | Horaire              | Nombre de téléspectateurs | Part de marché (sur les 4 ans et plus) | Part de marché (FRDA-50) | Classement       | Réf.   |
| -------------------- | ----------------------- | -------------------- | ------------------------- | -------------------------------------- | ------------------------ | ---------------- | ------ |
| 1                    | Lundi 19 septembre 2022 | 21 h 10 - 22 h 05    | 5 570 000                 | 25,1 %                                 | 29,2 %                   | 1re              | [ 62 ] |
| 2                    | Lundi 19 septembre 2022 | 22 h 05 - 23 h 15    | 4 714 000                 | 25,8 %                                 | 28,8 %                   | 1re              | [ 62 ] |
| 3                    | Lundi 26 septembre 2022 | 21 h 10 - 22 h 05    | 4 758 000                 | 21,5 %                                 | 26,3 %                   | 1re              | [ 63 ] |
| 4                    | Lundi 26 septembre 2022 | 22 h 05 - 23 h 15    | 4 338 000                 | 23 %                                   | 26,3 %                   | 1re              | [ 63 ] |
| 5                    | Lundi 3 octobre 2022    | 21 h 10 - 22 h 05    | 4 906 000                 | 22,3 %                                 | 25 %                     | 1re              | [ 64 ] |
| 6                    | Lundi 3 octobre 2022    | 22 h 05 - 23 h 15    | 4 272 000                 | 24,4 %                                 | 25 %                     | 1re              | [ 64 ] |
| 7                    | Lundi 10 octobre 2022   | 21 h 10 - 22 h 05    | 4 996 000                 | 21,9 %                                 | 23 %                     | 1re              | [ 65 ] |
| 8                    | Lundi 10 octobre 2022   | 22 h 05 - 23 h 15    | 4 536 000                 | 24,4 %                                 | 23 %                     | 1re              | [ 65 ] |
|                      |                         |                      |                           |                                        |                          |                  |        |
| Moyenne de la saison | Moyenne de la saison    | Moyenne de la saison | 4 761 000                 | 23,5 %                                 |                          |                  |        |

- Les plus hauts chiffres d'audience
- Les plus bas chiffres d'audience

#### Streaming
Anne Viau, la directrice de la fiction française de TF1, annonce que la série sera proposée sur la plateforme de vidéo à la demande Netflix, qui a coproduit les épisodes avec Quad Drama : « Tout le monde y gagne. On a besoin de cet argent pour faire de très belles fictions et la série va rayonner à l'international grâce à Netflix. Le Bazar a été vu dans le monde entier et a été dans le top 10 de Netflix pendant de longues semaines. Cela nous a valu des remakes en Turquie et en Italie ! ».
Sous le nom de Women at War ou encore Las combatientes, la série sort sur Netflix au niveau international le 19 janvier 2023 et atteint le top 10 des séries dans 58 pays. Durant le week-end des 21 et 22 janvier, elle est la cinquième série la plus regardée dans le monde, numéro 3 aux États-Unis, numéro 2 en Grande-Bretagne et numéro 1 au Brésil. Iris Bucher, la productrice, se réjouit dans Le Parisien de cette carrière internationale « assez folle » de la mini-série.

### Accueil critique
La revue Télé-Loisirs attribue quatre étoiles à la série : « Le destin de quatre femmes – interprétées par Audrey Fleurot, Julie de Bona, Camille Lou et Sofia Essaïdi – dans la Première Guerre mondiale. Après Le Bazar de la Charité, TF1 propose une nouvelle grande fresque historique teintée de romanesque réalisée par Alexandre Laurent. Tournée en grande partie en extérieur, cette mini-série réunit un casting prestigieux au cœur d'une intrigue ambitieuse, qui se met en place dans ce premier épisode ». Justine Charlet et Katia De la Ballina observent que « Parfois surdosé, le romanesque prend souvent le pas sur la grande Histoire. Pas pour notre déplaisir car le divertissement que la série procure n'enlève rien au propos de fond : les femmes ont joué un rôle primordial pendant la Première Guerre mondiale, et il était temps que la fiction s'empare du sujet ».
Fabrice Dupreuilh du Point souligne que la chaîne TF1 offre « un mélo efficace et rythmé nourri de rebondissements, parfois malins, quelquefois attendus, parsemé de quelques petites audaces scénaristiques » comme la mort d'un enfant dans les premières minutes du premier épisode. En revanche, Pierre Langlais du Télérama ne l'aime pas parce que ce « mélo historique noyé sous les violons enchaîne les séquences voulues édifiantes mais si poussives et chargées en pathos qu'on manque d'en rire ».
Christophe Gazzano, du site Pure Médias, souligne que « Certaines séquences sont peu habituelles sur une chaîne comme TF1. Il en est ainsi de cette fillette tuée d'une balle dans la tête par un Allemand ou de ce soldat, en pleine crise de démence, qui apparaît totalement nu à l'écran ». Il apprécie le fait que « les comédiennes principales, qui maîtrisent chacune leur partition sans trop en rajouter, n'éclipsent pas les nombreux personnages secondaires, qui font tout le sel de ces Combattantes ».
Nathalie Chuc, du Figaro, estime que « Ceux qui ont aimé Le Bazar de la Charité, qui a magistralement dépoussiéré la série en costumes, seront certainement portés par Les Combattantes. Pas seulement parce qu'on y retrouve le même casting – Audrey Fleurot, Julie de Bona, Camille Lou – renforcé par l'arrivée de Sofia Essaïdi, mais aussi parce que le même souffle épique et la même audace animent la série ».
Pour Luigi Lattuca, du site Bulles de culture, « Grâce à des décors incroyables d'Hervé Gallet et à la photographie signée Jean-Philippe Gosselin qui nous replongent au début du 20e siècle, Les Combattantes tient en haleine, démarre fort et ne perd pas de temps pour des intrigues qui, de semaine en semaine, seront forcément amenées à se croiser ».
Le site Sur nos écrans souligne que « C'est une série féministe mais pas que. Contrairement au Bazar de la charité le côté soap est beaucoup moins présent (…) Une fois lancée, la série prend de l'ampleur, à l'image de la grosse production qu'il y a derrière, et ça devient très vite addictif ».
Constance Jamet, du Figaro, estime que « Le scénario ne fait pas dans la dentelle mais alimente un grand spectacle décomplexé ». Elle souligne également que « Contrairement au Bazar de la Charité, un soin particulier a été porté aux personnages secondaires. Des héros moins manichéens ».
À l'étranger, les critiques sont très positives face au succès international de la série en janvier 2023. Kayleigh Dray écrit notamment pour le magazine Stylist : « Les réactions à la série ont été largement positives avec nombre d'entre elles qui ont loué des personnages féminins complexes, d'excellents rebondissements et un portrait sans fard des horreurs de la Première Guerre mondiale, à la fois sur le terrain et en dehors ». La série atteint d'ailleurs un score de 80% sur le site Rotten Tomatoes.

### Distinction
- Festival de la fiction de La Rochelle 2023 :
  - Prix Télé-Loisirs de la meilleure fiction, attribué par les internautes[76],[77],[78]